# Bohumil Mořkovský
Bohumil Mořkovský (14. prosince 1899, Valašské Meziříčí – 16. července 1928, tamtéž) byl český a československý gymnasta, olympionik, který získal bronzovou medaili z Olympijských her. V Paříži 1924 získal bronz za přeskok koně nadél. Povoláním byl zámečník.
Zemřel roku 1928 ve Valašském Meziříčí a byl pohřben na zdejším městském hřbitově.